# Marco van Basten
Marcel (Marco) van Basten (Utrecht, 31. listopada 1964.) bivši je nizozemski nogometaš i trener. Od 2004. do 2008. bio je izbornik nizozemske reprezentacije. Van Basten je Nizozemskoj pomogao da osvoje EURO 1988., a postigao je i dva gola u finalu Kupa prvaka 1989., kojeg je AC Milan osvojio.
Istaknuti napadač je karijeru počeo u amsterdamskom klubu Ajax. U Milan je prešao 1987., a ozljeda koju je zadobio prisilila ga je na odlazak u mirovinu 1995.
Van Basten je 1992. proglašen za FIFA-inog svjetskog igrača godine.

## Trofeji

### Klupski
- Ajax Amsterdam:
  - Kup pobjednika kupova: 1987.
  - Nizozemsko prvenstvo: 1982., 1983., 1985.
  - Nizozemski kup: 1983., 1986., 1987.
- AC Milan:
  - Kup prvaka: 1989., 1990.
  - Interkontinentalni kup: 1989., 1990.
  - Europski superkup: 1989., 1990.
  - Talijansko prvenstvo: 1988., 1992., 1993., 1994.
  - Talijanski superkup: 1988., 1992., 1993.

### Reprezentativni
- Europsko prvenstvo u nogometu – SR Njemačka 1988.

### Osobni
- 1984.
  - Nizozemsko prvenstvo - najbolji strijelac:(28 pogodaka)
  - Europska "Srebrna kopačka" :(28 pogodaka)
- 1985.
  - Nizozemski nogometaš godine
  - Nizozemsko prvenstvo - najbolji strijelac:(22 pogotka)
- 1986.
  - Nizozemsko prvenstvo - najbolji strijelac:(37 pogodaka)
  - Europska "Zlatna kopačka" :(37 pogodaka)
- 1987.
  - Nizozemsko prvenstvo - najbolji strijelac:(31 pogodak)
- 1988.
  - Europsko prvenstvo u nogometu – SR Njemačka 1988. najbolji strijelac i najbolji igrač: (5 pogodaka)
  - Zlatna lopta France Footballa
- 1989.
  - Kup prvaka - najbolji strijelac: (10 pogodaka)
  - Zlatna lopta France Footballa
  - Talijanska liga - drugi najbolji strijelac: (19 pogodaka)
  - Nogometaš godine po izboru UEFA
- 1990.
  - Talijanska liga - najbolji strijelac: (19 pogodaka)
  - Svjetski nogometaš godine po izboru UEFA
- 1992.
  - Zlatna lopta France Footballa
  - Talijanska liga - najbolji strijelac: (25 pogodaka)
  - Nogometaš godine po izboru UEFA
  - FIFA-in Svjetski nogometaš godine
- 1993.
  - Liga prvaka - drugi najbolji strijelac: (6 pogodaka)
- 2004.
  - Izabran u FIFA 100 - među 125 najvećih živućih nogometaša po izboru Peléa

## Vanjske poveznice
- Fansite
- Profil na AC Milan Online